# Babensham
Babensham je obec v německé spolkové zemi Bavorsko, v zemském okrese Rosenheim ve vládním obvodu Horní Bavorsko.
V roce 2014 zde žilo 2 945 obyvatel.

## Poloha města
Sousední obce jsou: Amerang, Eiselfing, Schnaitsee, Soyen, Unterreit a Wasserburg am Inn.